# Odintsovite
La odintsovite è un minerale.